# Zの会 (小惑星)
Zの会（7572 Znokai）は小惑星帯に位置する小惑星。北海道の北見観測所で、円舘金と渡辺和郎が発見した。
水沢市の緯度観測所のスタッフが作った会に因んで命名された。Zは木村栄が発見した緯度変化のZ項から来ている。